# 莫斯科大剧院

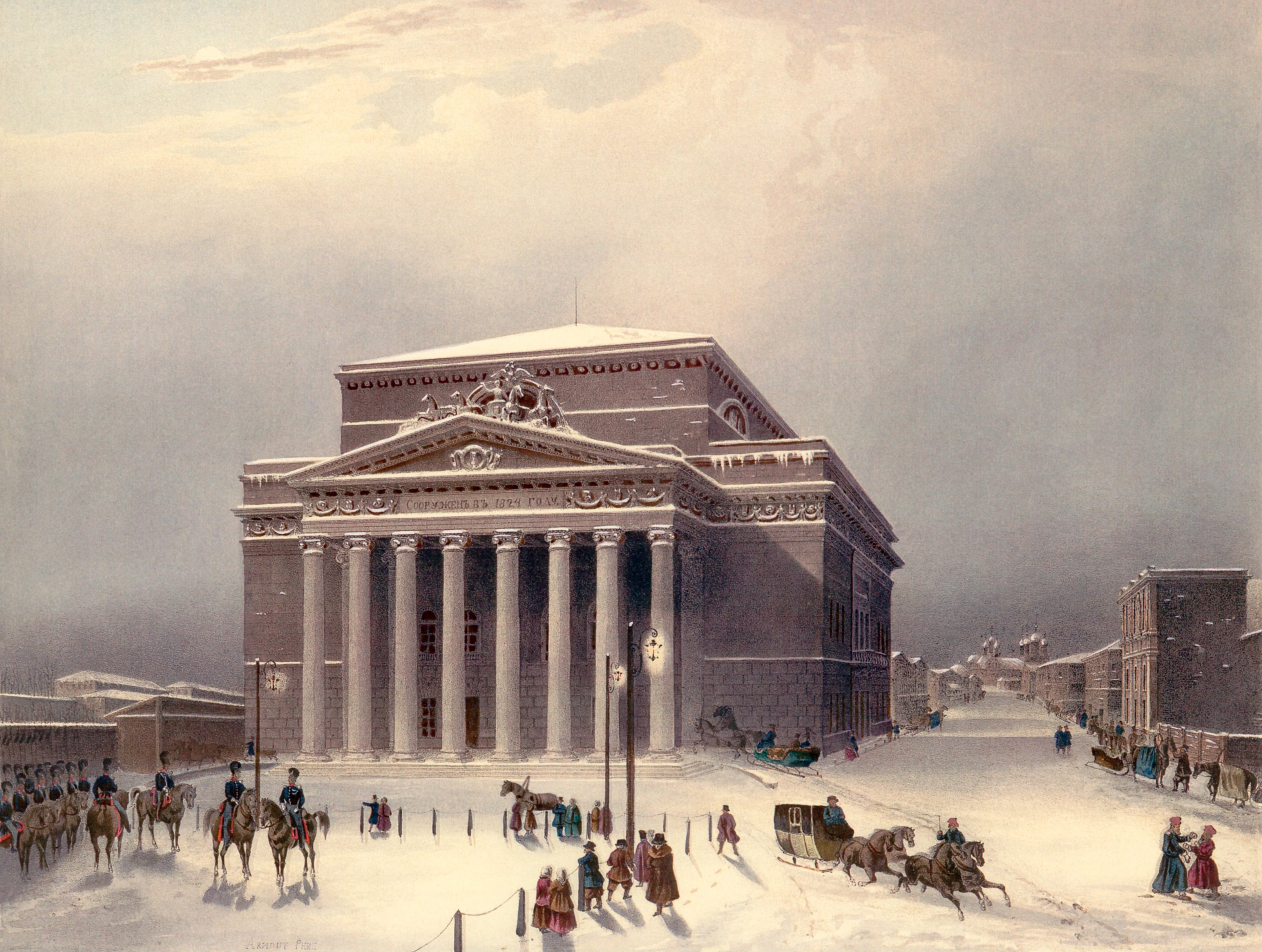
19世纪的外貌

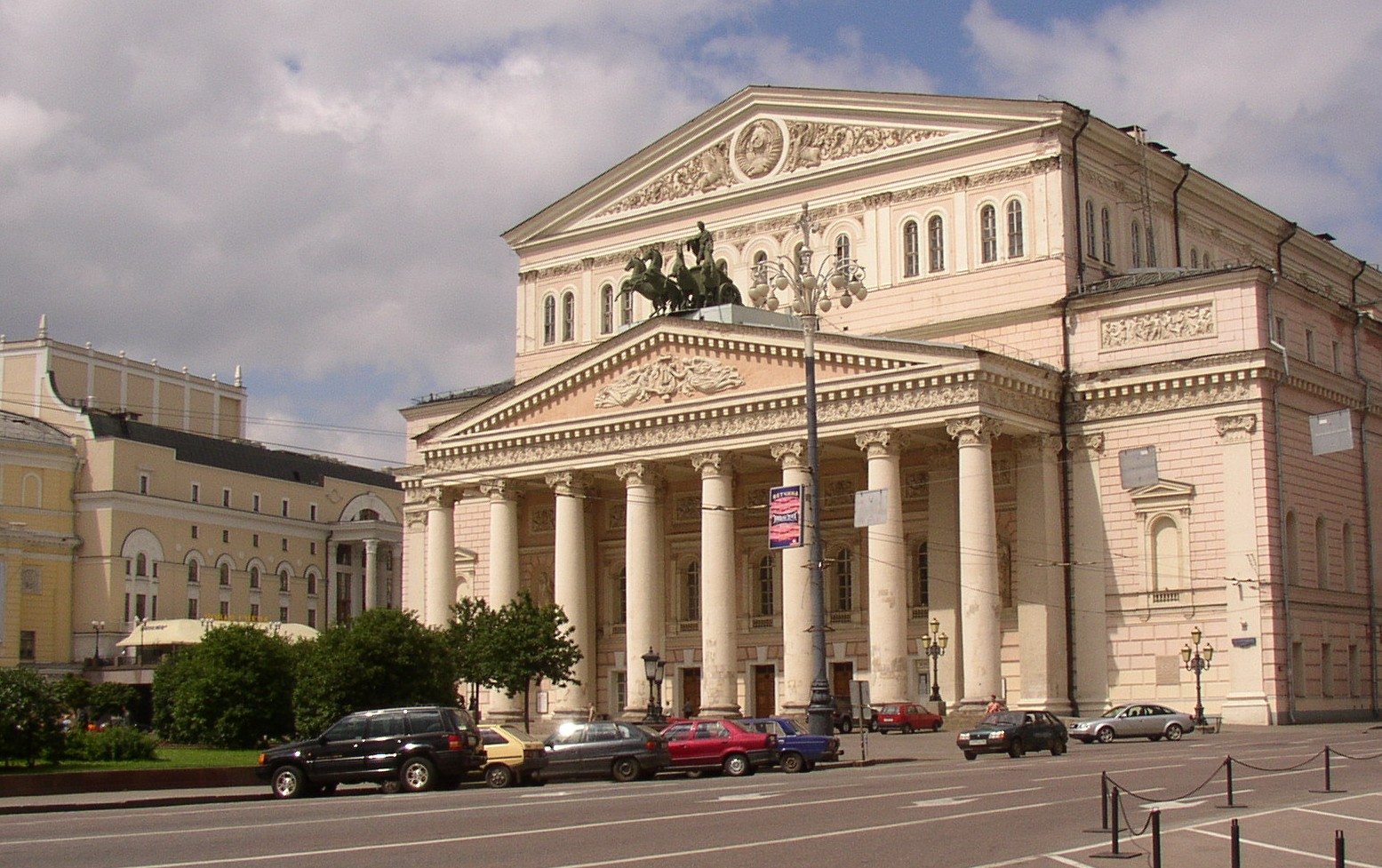
2005年翻新之前的外貌

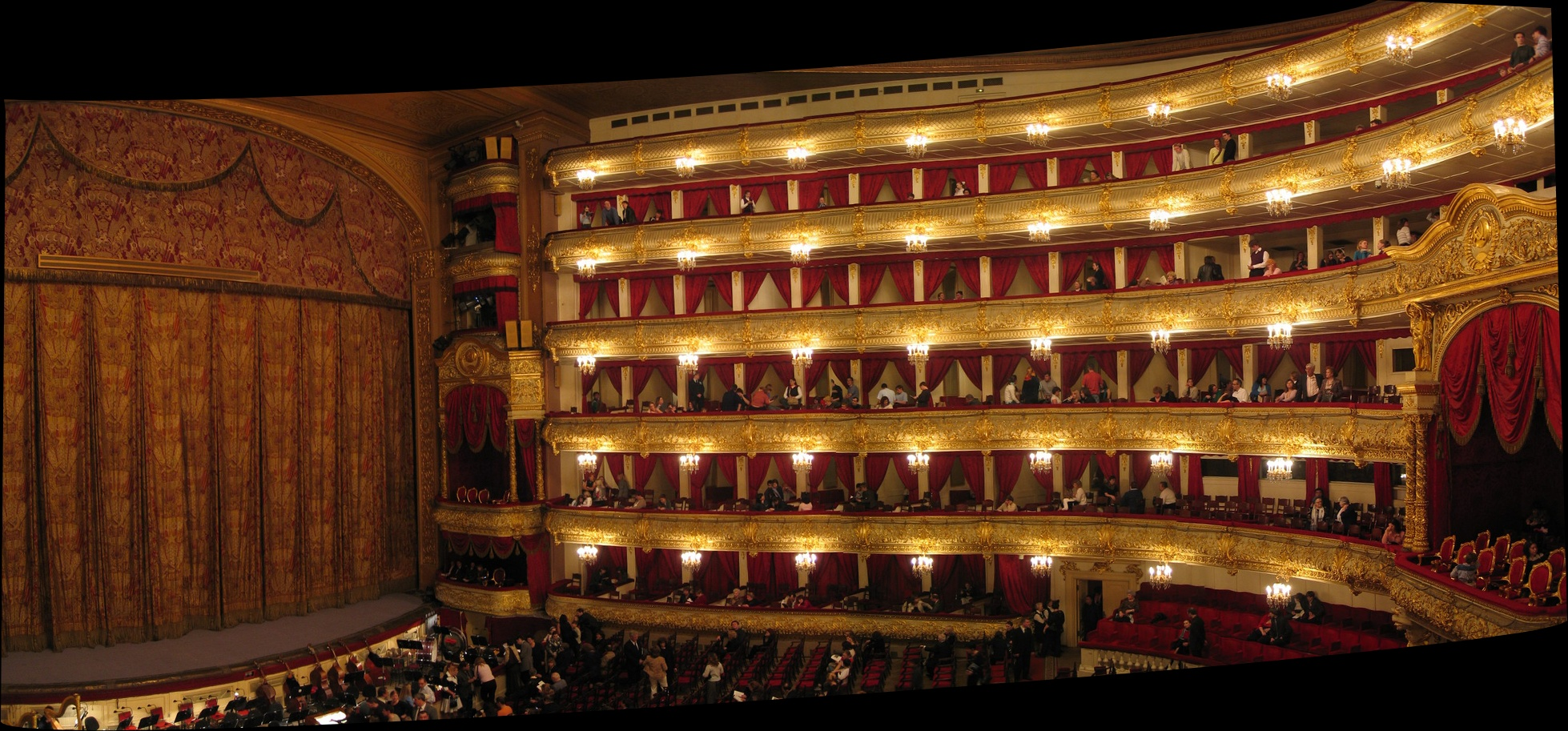
剧院内景（在2005年的翻新之前）

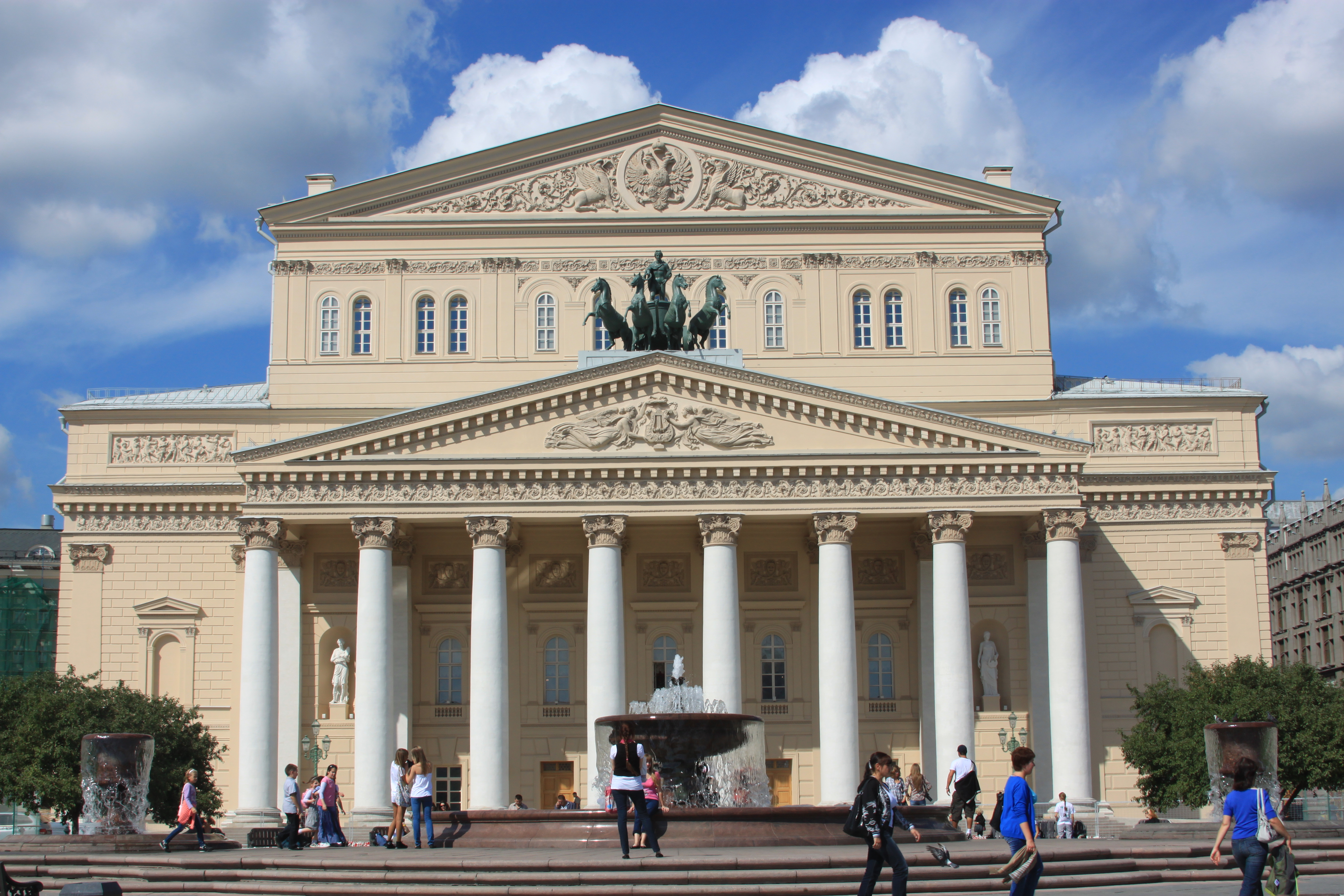
2011年翻新后的外貌

莫斯科大剧院是位於俄羅斯莫斯科的一個芭蕾舞与歌剧剧院。作为莫斯科的地标性建筑，主建筑经历过数次大的翻修。2011年10月28日，在经历过持续六年耗资七亿美元的翻修后重新开放。
莫斯科大彼得罗夫大剧院是莫斯科有名的芭蕾舞与歌剧剧院。离红场很近，始建于1776年，在随后的半个世纪里剧院先后两次发生火灾。1825年，这座剧院由建筑师博维重新设计并主持修建，最终于1856年落成并一直保存至今。这是一座乳白色的古典主义建筑，门前竖立着8根高15米的古希腊伊奥尼亚式圆柱，它有著巨大的柱廊式正门。门顶上的4驾青铜马车，由阿波罗神驾驭，是莫斯科的标志之一。

## 历届音乐总监

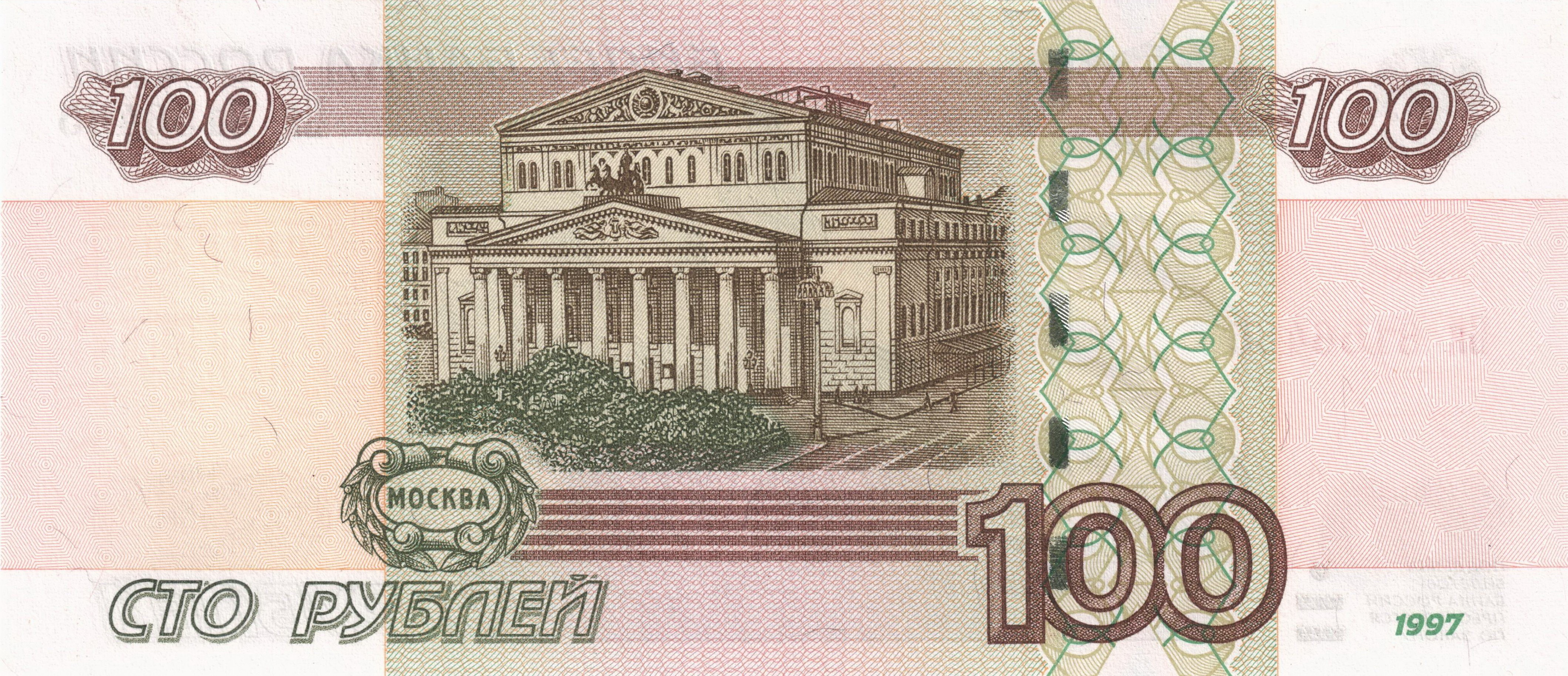
100圆卢布上的大剧院图案

- 图冈·索契耶夫（英语：Tugan Sokhiev）（2014－）
- 瓦西里·辛奈斯基（2010－2013）[2]
- 列昂尼德·戴西亚特尼科夫（英语：Leonid Desyatnikov）（2009－2010)
- 亚历山大·韦杰尔尼科夫（2001－2009)[3]
- 根纳季·罗日杰斯特文斯基（2000－2001）
- 马克·埃姆勒（英语：Mark Ermler）（1998－2000）
- 彼得·费拉内克（英语：Peter Feranec）（1995－1998）
- 亚历山大·拉扎列夫（英语：Alexander Lazarev）（1987－1995）
- 尤里·西蒙諾夫（1970－1985）
- 根纳季·罗日杰斯特文斯基（1965－1970）
- 叶夫根尼·斯韦特拉诺夫（1963－1965）
- 亚历山大·梅利克-帕沙耶夫（英语：Alexander Melik-Pashayev）（1953－1963）
- 尼古拉·戈洛瓦诺夫（1948－1953）
- 阿里·帕佐夫斯基（英语：Ariy Pazovsky）（1943－1948）
- 萨缪尔·萨摩苏德（英语：Samuil Samosud）（1936－1942）

## 紀念
2016年3月28日，Google更改其首頁的標誌，以紀念莫斯科大劇院建立240周年。